# Ceuthonectes rouchi
Ceuthonectes rouchi é uma espécie de crustáceo da família Canthocamptidae.
É endémica da Eslovénia.